# Vicky Peretz
Yitzhak "Vicky" Peretz (Kfar Saba,11 de febrero de 1953 – 29 de junio de 2021) (hebreo: יצחק "ויקי" פרץ) fue un entrenador y jugador de fútbol israelí que jugó para la selección nacional de Israel.

## Trayectoria
Peretz fue el máximo anotador de la selección de fútbol nacional sub-19 de Israel que compitió en el Campeonato Juvenil de la AFC de 1972. Sus doce goles le valieron la bota de oro del título del torneo.
Comenzó su carrera en el Maccabi Ramat Amidar antes de fichar por el Maccabi Tel Aviv. Fue el máximo goleador de la Liga Leumit con diecisiete goles en la temporada 1976-77 en la que el Maccabi ganó el título.
En 1980, dejó Israel para unirse al RC Strasbourg francés, antes de mudarse al Stade Rennais dos años después. En 1983, regresó al Maccabi Tel Aviv.
Durante su carrera como jugador jugó cuarenta partidos con la selección nacional, anotando catorce goles.
En 2006, fue nombrado subdirector del Maccabi Tel Aviv, pero dejó el club en 2007.

## Vida personal
Su hijo, Omer, le seguío los pasos. Su cuñado era Avi Cohen, exfutbolista internacional, y su sobrino era Tamir Cohen. El futbolista murió el 29 de junio de 2021.

## Palmarés
- Liga Premier de Israel: 1976–77, 1978–79
- Copa de Israel: 1977
- Supercopa de Israel: 1979